# Kościół św. Andrzeja i Najświętszej Marii Panny Wspomożycielki w Lutomiu
Kościół św. Andrzeja i Najświętszej Marii Panny Wspomożycielki w Lutomiu – katolicki kościół parafialny zlokalizowany w Lutomiu, w gminie Sieraków (województwo wielkopolskie).

## Historia
Drewniany kościół parafialny we wsi wzmiankowany był już w połowie XIV wieku. W 1753 żona Henryka Brühla – Franciszka Marianna z hr. Kolovrat-Krakovskych nakazała rozbiórkę poważnie już zniszczonej świątyni. Obecny murowany kościół zbudowano w latach 1753-1762 z fundacji ówczesnej właścicielki wsi Anny Marii z Kolovrathów Brühlowej. Po pożarze w roku 1862 kościół odrestaurowano staraniem proboszcza Stanisława Gintrowskiego (zniesiono loże przy prezbiterium, posadowiono nowy dach i hełm wieży). Odnowiony w 1956 roku, restaurowany w końcu lat 70. i w latach 1982-83. 

## Architektura

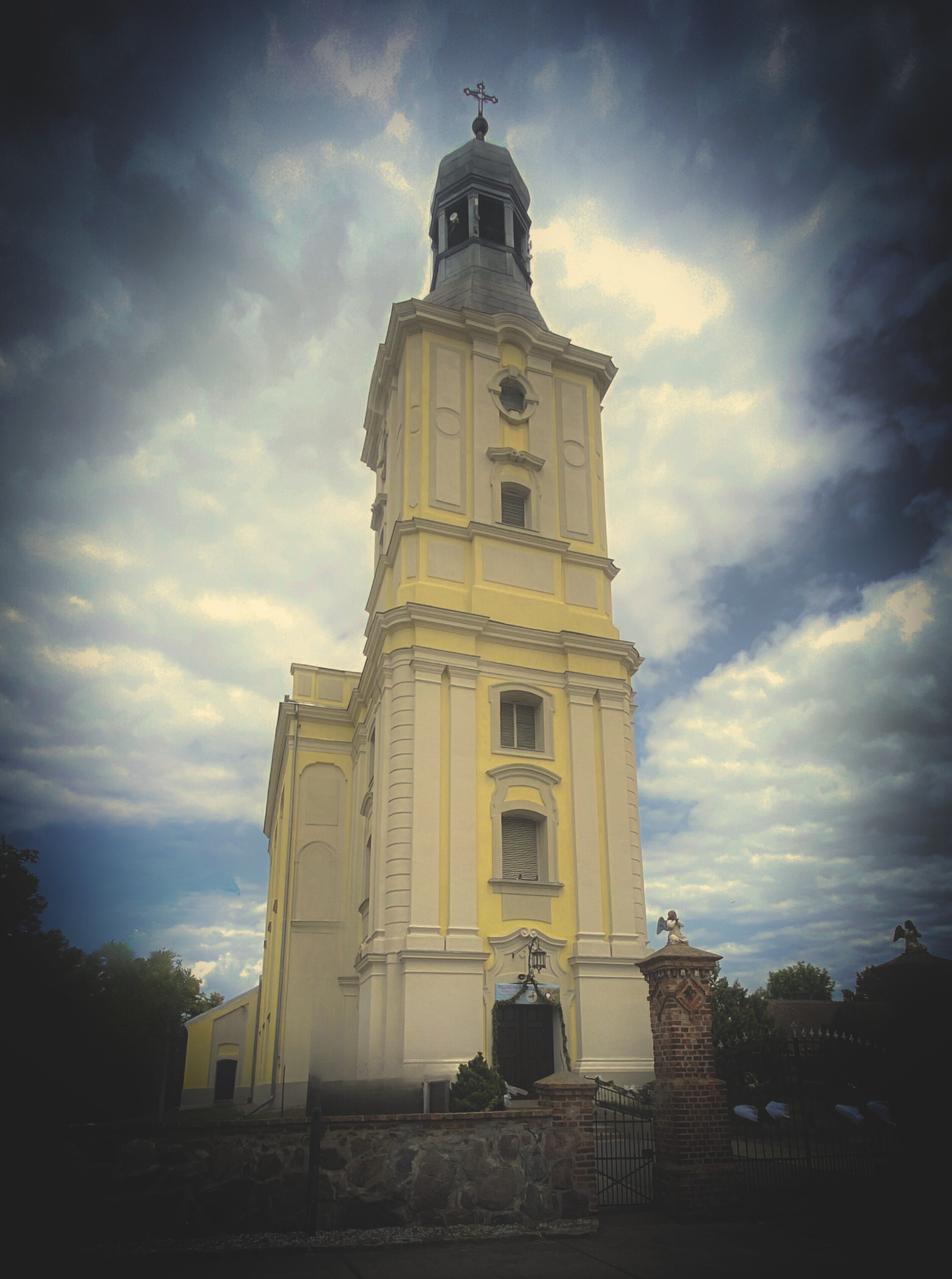
Wieża

Świątynia reprezentuje styl późnobarokowy z wyposażeniem barokowym i późnoklasycystycznym. Nakryta jest sklepieniem kolebkowym z lunetami. We wnętrzu obrazy św. Rocha z około 1860 (autorstwa Józefa Kopczyńskiego) i Matki Bożej z Dzieciątkiem z XVIII wieku. Ambona późnoklasycystyczna. 
Przy ołtarzu głównym baldachim wzorowany na tym z katedry gnieźnieńskiej z wizerunkami szlacheckich tarcz herbowych (Korzbok, Dąbrowa, Grzymała i Leszczyc). W 2009 odkryto, że konstrukcja ta, uznawana dotąd za konfesję, jest w rzeczywistości jedynym zachowanym w Polsce Castrum Doloris (obozem męki) z przełomu XVII i XVIII wieku. Ponad 10-metrowej wysokości obiekt wystawiono prawdopodobnie w końcu XVII wieku, w związku z pochówkiem Jana Korzbok-Łąckiego. Konstrukcja składa się z nastawy w formie baldachimu z lambrekinami opartego na czterech kolumnach o bogatych zdobieniach. Wspomniane tarcze herbowe umieszczone są w lambrekinach. W części górnej, na narożach belkowania ustawiono dwie figury anielskie, spoglądające w kierunku nawy. Całość obiektu wieńczy wyobrażenie gniazda z pelikanem karmiącym pisklęta.
Castrum Doloris najprawdopodobniej pochodzi z innego kościoła z tego rejonu Wielkopolski. Do Lutomia zostało przeniesione wtórnie, a jego funkcja zmieniona.

## Otoczenie
Teren kościelny ogrodzony murem z bramą z czwartej ćwierci XIX wieku.
Przy kościele znajdują się stare nagrobki, m.in. ks. Albina Krzyżańskiego (1854-1929), proboszcza lutomskiego. Płyta nagrobna proboszcza Stanisława Gintrowskiego (1802-1875) wmurowana jest w zewnętrzną ścianę nawy.

## Galeria

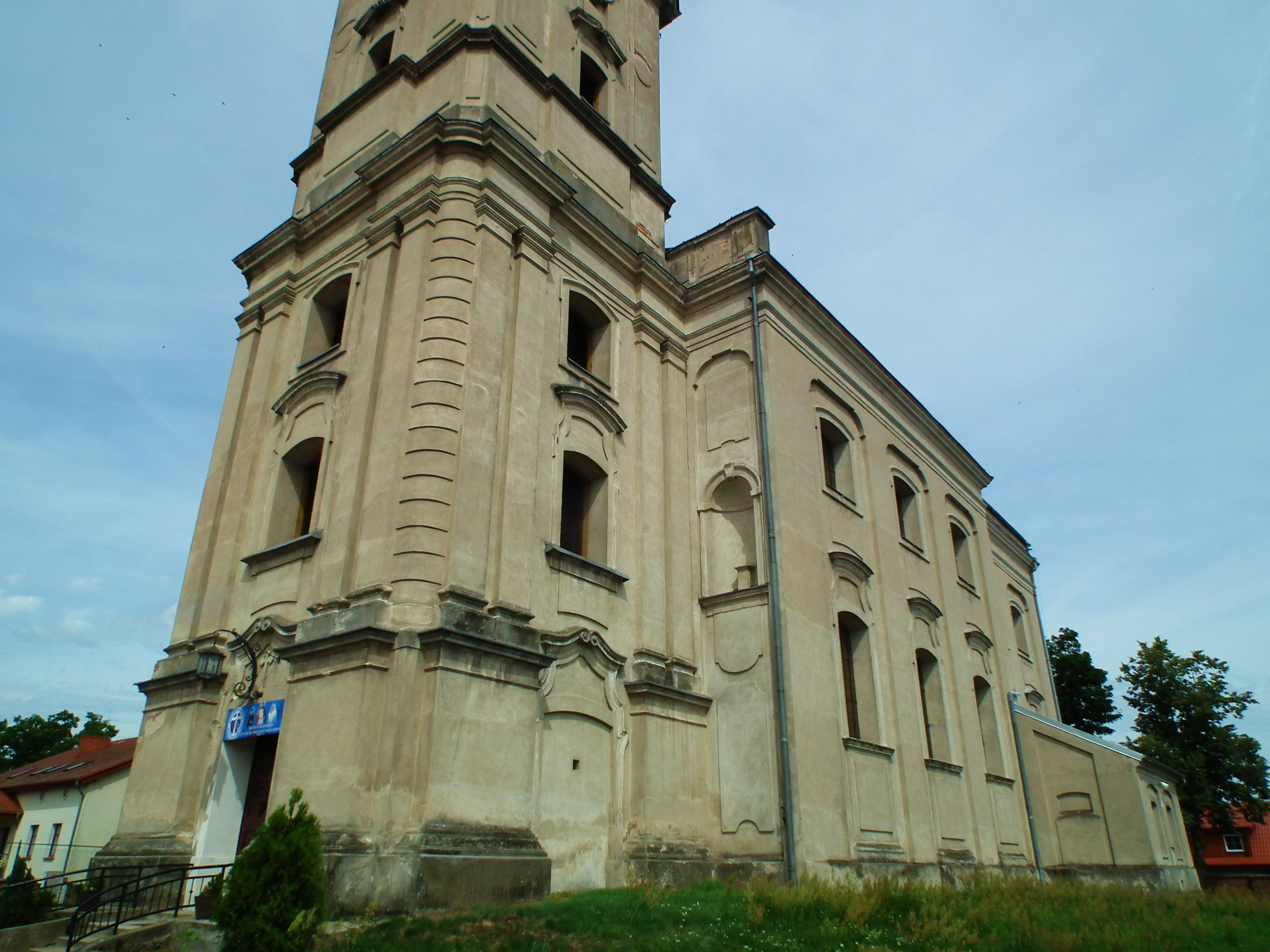
Budynek kościoła
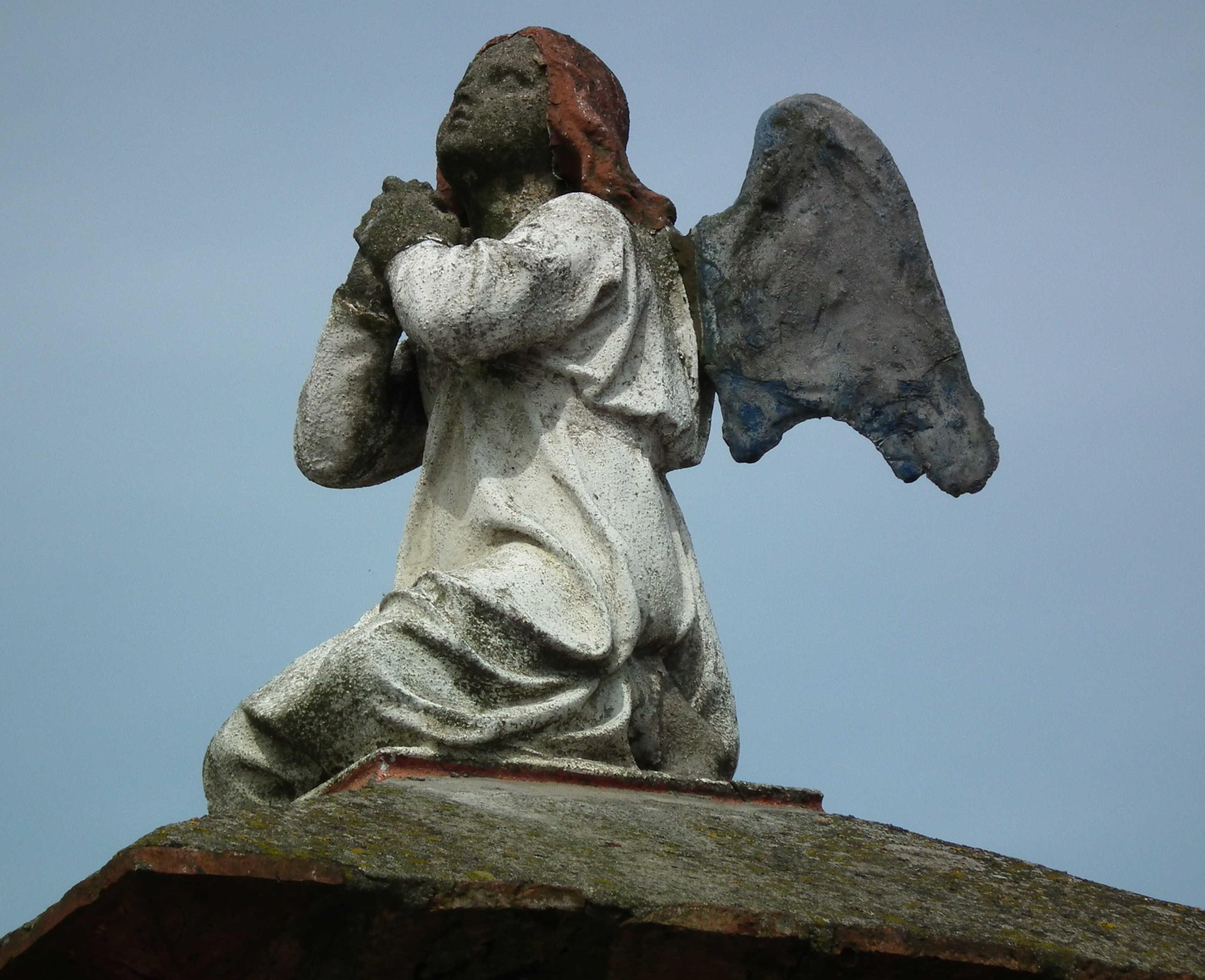
Anioł z bramy
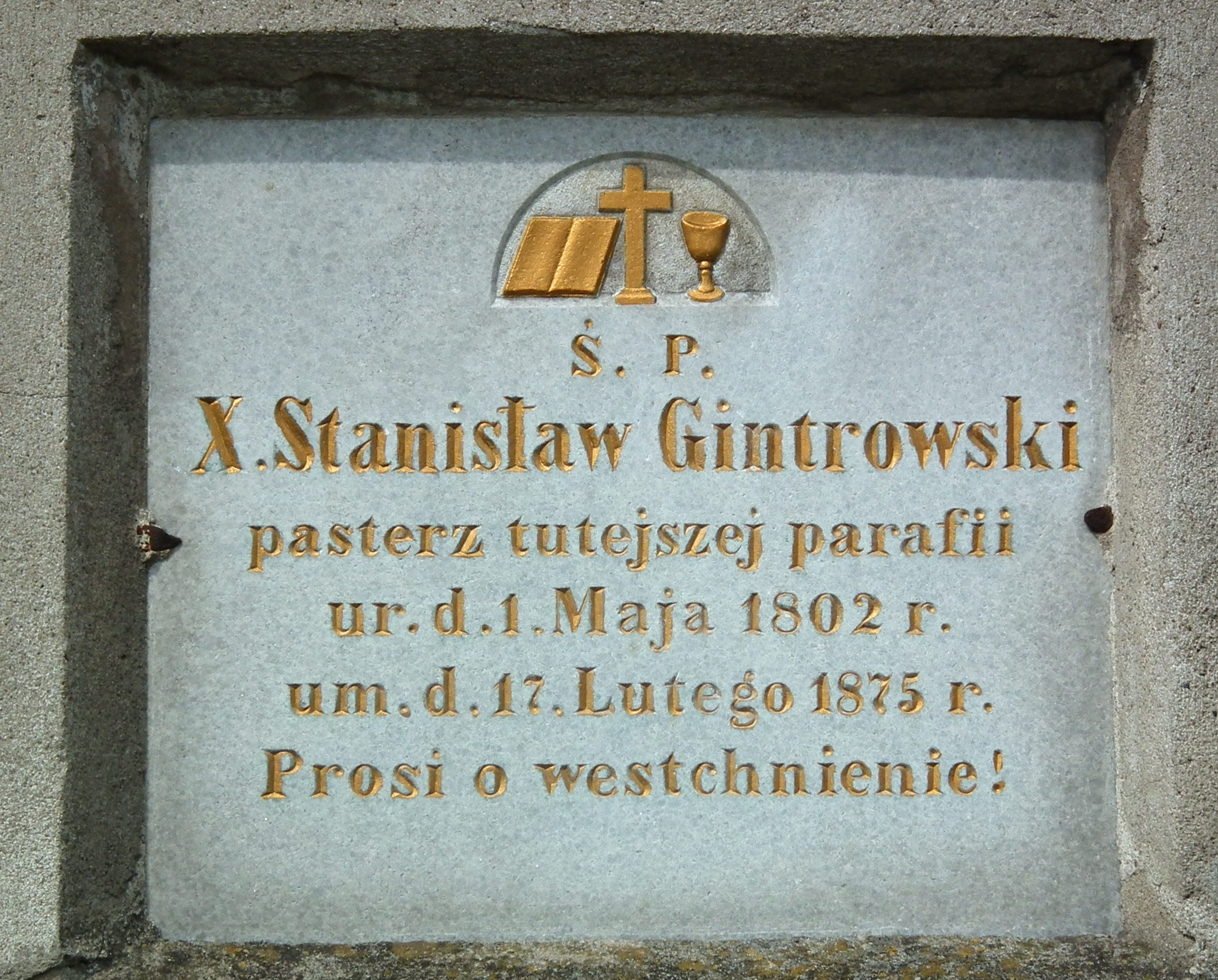
Płyta nagrobna